# Imise
Imise je emise, která se dostala do styku s životním prostředím. Imise se mohou kumulovat v půdě, vodě či v organismech. V praxi jsou imisemi například těžké kovy nebo jiné znečišťující látky, které se ukládají v životním prostředí, například podél silnic nebo v potravním řetězci.
Imise jsou následkem emisí – koncentrace je stálá a nižší než koncentrace emisí. Imise se drží při zemském povrchu (ve městech jsou pravidelně monitorovány). Patří do nich také spad, tzn. pevné částice dopadlé na zem. Nejvýše přípustná hmotnostní koncentrace znečišťující látky obsažená v ovzduší se nazývá imisní limit.
V českém právu (§ 1013 OZ) se za imise chápe i hluk, světlo, pach, otřesy a další podobné účinky, které vnikají na pozemek souseda.